# Giovanni D'Eramo
Giovanni D'Eramo (Roma, 27 settembre 1921) è uno sceneggiatore e regista italiano.

## Biografia
Giovanni d'Eramo è conosciuto principalmente come sceneggiatore, attivo tra gli anni '50 e '70. Da segnalare le partecipazioni in Juanillo, papá y mamá (1957), El vagabundo y la estrella (1967) e La moglie giovane (1974), di cui ha curato anche la regia.

## Filmografia

### Sceneggiatura
- Faddija - La legge della vendetta, regia di Roberto Bianchi Montero (1950)
- Delitto al luna park, regia di Renato Polselli (1952)
- Ultimo perdono, regia di Renato Polselli (1952)
- Cantate con noi, regia di Roberto Bianchi Montero (1955)
- Giuramento d'amore, regia di Roberto Bianchi Montero (1955)
- Cantando sotto le stelle, regia di Marino Girolami (1956)
- Ci sposeremo a Capri, regia di Siro Marcellini (1956)
- Terrore sulla città, regia di Anton Giulio Majano (1957)
- Juanillo, papá y mamá, regia di Julio Salvador e Juan Alberto Soler (1957)
- Buscando a Mónica, regia di José María Forqué (1962)
- L'eroe di Sparta (The 300 Spartans), regia di Rudolph Maté (1962)
- El vagabundo y la estrella, regia di Mateo Cano e José Luis Merino (1967)
- Forza "G", regia di Duccio Tessari (1972)
- La moglie giovane, regia di Giovanni D'Eramo (1974)

### Regia
- O.K. John (1946)
- La moglie giovane (1974)